# Massine Fall
Massine Fall es un jugador profesional de baloncesto, que juega en la posición de pívot. Nació el 1 de enero de 1993 en Guédiawaye, Senegal. Actualmente milita en el Huelva Comercio Viridis de la Liga LEB Plata. Hizo su debut en Liga ACB con el Baloncesto Fuenlabrada.

## Características como jugador
Destaca por su altura (2’08), envergadura y potencia física, lo que le convierten en un excelente intimidador, como demostró en su debut en la Liga ACB colocando dos tapones al Real Madrid de Baloncesto en menos de 6 minutos. Puede jugar tanto de 4 como de 5, es un gran reboteador y taponador, y a pesar de su gran altura, es un jugador rápido y hábil, con buena mano a media distancia.
Massine Fall es un jugador con excelentes condiciones atléticas, enorme proyección y un físico espectacular, habiendo sido comparado con el también exjugador del Baloncesto Fuenlabrada, Bismack Biyombo.

## Trayectoria deportiva
Massine Fall llega a España en 2008 para jugar en el Villa de Adeje en categoría cadete. Su primer año júnior lo jugó con el Club Baloncesto Aridane, debutando en la Liga EBA con 16 años y jugando un total de 29 partidos. 
El segundo año júnior lo jugó en el Club Baloncesto San Isidro, participando también en la Liga EBA en 18 partidos (4,2 puntos, 5,7 rebotes y 1,1 tapones en 17 minutos de juego por partido). Con el equipo canario disputa el Campeonato de España júnior de 2011, logrando ser el máximo reboteador del Torneo. En la primera jornada del Campeonato, frente al Manresa, Fall obtiene 30 puntos, 29 rebotes y 51 de valoración, lo que despierta el interés de varios equipos en ficharle.   
La temporada 2011/12 ficha por el Baloncesto Fuenlabrada. Jugó en el filial, el Club Baloncesto Illescas, de Liga EBA, con unos números que demostraban su progresión (8,3 puntos, 6,5 rebotes y 1,8 tapones por partido). Ese año tuvo la oportunidad de jugar varios partidos en la máxima categoría del baloncesto español, debutando en la primera jornada de la Liga ACB contra el Real Madrid. Además, debutó con el Baloncesto Fuenlabrada en el FIBA EuroChallenge.
En febrero de 2012 es cedido al Carrefour El Bulevar de Ávila de LEB Plata, equipo que mantiene un acuerdo de colaboración con el Baloncesto Fuenlabrada, buscando así continuar con su crecimiento como jugador. 
En la temporada 2013/2014 juega en el Albacete Basket. En su primer partido de liga, contra el Real Canoe, logró 14 puntos, 10 rebotes y 2 tapones.
Durante dos temporadas jugaría en Albacete, donde logró el ascenso a LEB Plata en 2016. En verano de 2016, dentro del acuerdo de vinculación con el CAM Enrique Soler, llegaba a Melilla para jugar con el conjunto colegial Fall se convierte en una de las piezas clave de la buena temporada del CAM Enrique Soler, líder del Grupo D, promediando más de catorce puntos y nueve rebotes por encuentro. En la primera parte de la temporada 2016-17 había llegado incluso a ser MVP de la jornada en Liga EBA. Sus estadísticas de la temporada 2016/17 en liga EBA han sido de 14.5 puntos, 9.1 rebotes y 1.6 tapones en 28 minutos de juego y 10 partidos de fase regular para una valoración media de 20.4 puntos.
En enero de 2017, se incorpora al Club Melilla Baloncesto de la LEB Oro, siendo nombrado en el mejor quinteto de la jornada 20, tras lograr 25 de  valoración: 17 puntos (7/7 TL y 5/6 TC), 5 rebotes, 5 tapones y 4 faltas recibidas.
Tras salir del Club Melilla Baloncesto, se convertiría en un jugador con gran experiencia a sus espaldas en la LEB Oro, ya que formaría parte de las plantillas de Força Lleida Club Esportiu y Club Baloncesto Breogán.
En julio de 2020, se compromete con el Club Ourense Baloncesto de la Liga LEB Oro de España.
El 10 de febrero de 2021, rescinde su contrato con el Club Ourense Baloncesto con el que había disputado 9 partidos y firma por el Oviedo Club Baloncesto de la Liga LEB Oro hasta el final de la temporada.
El 27 de septiembre de 2021, regresa al Força Lleida Club Esportiu de la Liga LEB Oro de España.
Meses más tarde, firma por el Melilla Sport Capital Enrique Soler de la Liga LEB Plata.
El 27 de diciembre de 2023, firma por el Huelva Comercio Viridis de la Liga LEB Plata.

### Equipos
- 2008/09  Cadete. Villa de Adeje
- 2009/10  Junior. Club Baloncesto Aridane
- 2010/11  Junior. Club Baloncesto San Isidro
- 2011/12  EBA. Club Baloncesto Illescas
- 2011/12  ACB. Baloncesto Fuenlabrada
- 2011/13  LEB. Carrefour El Bulevar de Ávila
- 2013/14  EBA. Albacete Basket
- 2014/15  LPB. Basquetebol da Associação Desportiva Ovarense
- 2015/16  EBA. Albacete Basket
- 2016   EBA. CAM Enrique Soler
- 2017/18   LEB Oro. Club Melilla Baloncesto
- 2018/19   LEB Oro. Força Lleida Club Esportiu
- 2019/20   LEB Oro. Club Baloncesto Breogán
- 2020/21   LEB Oro. Club Ourense Baloncesto
- 2021  LEB Oro. Oviedo Club Baloncesto
- 2021   LEB Oro. Força Lleida Club Esportiu
- 2021/2023   LEB Plata. Melilla Sport Capital Enrique Soler
- 2024/Act   LEB Plata. Huelva Comercio Viridis